# Howtamedż
Howtamedż – wieś w Armenii, w prowincji Armawir. W 2011 roku liczyła 1044 mieszkańców.